# Czerwieniec (województwo pomorskie)
Czerwieniec (kaszb. Czérwénc lub Czërwieńsczé, niem. Schierwens) – wieś w Polsce położona w województwie pomorskim, w powiecie słupskim, w gminie Potęgowo.
W latach 1975–1998 miejscowość administracyjnie należała do województwa słupskiego.
We wsi parterowy dwór z XIX w., ze skrajnymi, piętrowymi ryzalitami, z dachem z licznymi lukarnami i centralną facjatą parawanową.

## Nazwa
Nazwa miejscowości, poświadczona po raz pierwszy w 1518 w formie Zirtzuenske, ma pochodzenie słowiańskie i charakter topograficzny. Powstała przez dodanie do przymiotnika czerwony formantu -skie. Niemiecka nazwa Schierwens jest adaptacją fonetyczną pierwotnej nazwy słowiańskiej. We współczesnej nazwie polskiej zaszła zmiana formantu na -ec poprzez analogię do innych nazw z tym formantem lub w wyniku błędnej resubstytucji nazwy niemieckiej.
Rada Języka Kaszubskiego proponuje kaszubską formę nazwy Czerwińc.